# Alfred Swieykowski
Alfred Swieykowski, né le 21 septembre 1869 à Paris où il est mort le 18 mai 1953, est un peintre français d'origine polonaise.

## Biographie
D'origine russo-polonaise de Kiew par son père et belge par sa mère, Alfred Swieykowski nait le 21 septembre 1869, il est d'abord enregistré à l'état civil sous le nom de sa mère, Anastasie Augustine Debolle (1834-1909), avant d'être reconnu par son père, Hippolyte de Swieykowski (1827-1897), suivant l'acte signé à Paris en janvier 1873. 
Swieykowski (orthographié parfois Swiejkowski) est l'élève de Fernand Cormon. Il expose au Salon des artistes français de 1894 à 1924 (mention honorable en 1896).
Après le décès de ses parents (1897 et 1909), il quitte le no 46 de la rue Jouffroy-d'Abbans pour le no 56 de la rue Nollet. En 1918, il épouse Suzanne Germaine Walter (1885-1965).
En 1921, au décès de son cousin germain, le comte Félix-Nicolas Potocki, il perçoit une rente de 30 000 francs.
Il expose au Salon de la Société nationale des beaux-arts dès 1926. Il devient membre et sociétaire de cette société en 1927. Il obtient une médaille d'argent à l'Exposition universelle de 1937 à Paris. Il peint d'abord dans un style classique, puis post-impressionniste en adoptant un style aux touches évoquant le fauvisme.
Il traite une gamme de sujets très variés, mais est avant tout paysagiste : Paris, la Haute-Savoie, la Normandie, la Bretagne sont ses régions de prédilection. Il excelle également dans les scènes d'intérieur intimistes, les portraits de ses proches, les bouquets de fleurs.  
Il meurt le 18 mai 1953, à l'âge de 83 ans, à l'Hôpital Cochin.
Il est inhumé dans le Cimetière des Champeaux de Montmorency, auprès de ses parents, rejoint en 1965 par son épouse.
Ses toiles ne sont signées que dans la seconde partie de sa vie, et lorsqu'elles sont destinées à des expositions, c'est pourquoi nombre de ses œuvres ne sont pas répertoriées. L’Association des amis d'Alfred Swieykowski a été créée en 2004. À but non lucratif, elle a pour objectif de localiser et de faire exposer les tableaux de cet artiste encore méconnu. Environ 600 de ses œuvres ont été retrouvées à ce jour.

## Collections publiques
Aux États-Unis
- Phoenix Art Museum

En France
- Musée d'Aups
- Musée du Faouët : trois tableaux
- Paris, Société historique et littéraire polonaise à
- Musée de Pontivy

En Pologne
- Musée national de Varsovie : Quatorze tableaux, album de dessin et d'aquarelles

## Expositions
- 1892 à 1894 : galeries de la rue de Seine à Paris
- 2010 : espace culturel de La Ferrière-sur-Risle, (Eure), dans le cadre du festival Normandie impressionniste 2010, organisé par la communauté de communes du Pays de Conches
- 2011 : musée Fournaise de Chatou, Île des impressionnistes, (Yvelines)[8]
- 2012 : musée du Faouët (Morbihan)[9]